# Ибрахим аль-Баджури
Бурхануддин Абу Исхак Ибрахим ибн Мухаммад ибн Ахмад аш-Шафи‘и аль-Баджури (араб. إبراهيم بن محمد بن أحمد الشافعي الباجوري‎; 1783 или 1784, Эль-Багур, Минуфия или Минуфия — 1860 или 1860, Каир) — египетско-османский учёный, богослов и ректор университета аль-Азхар. Последователь имама аш-Шафии. Автор более 20 работ и комментариев по исламскому праву, принципам веры, схоластическому богословию, логике и арабскому языку.

## Биография
Аль-Баджури родился в 1783 году в деревне Эль-Багур в провинции Монуфия в Египте. Первоначальное образование получил от своего отца, изучая Коран и его декламацию. В возрасте 14 лет аль-Баджури поступил в аль-Азхар, чтобы изучать традиционные исламские дисциплины. В 1798 году аль-Баджури покинул аль-Азхар из-за вторжения французов и отправился в Гизу, где оставался до 1801 года. Затем он вернулся в аль-Азхар, чтобы завершить свое образование. Здесь он преуспел в учёбе и начал преподавать и писать на самые разные темы.
Аль-Баджури преподавал в университете аль-Азхар, а в 1847 году стал его ректором, эту должность он занимал до конца своей жизни. Во время своего пребывания на посту шейха аль-Азхара он проводил большую часть своего времени, обучая студентов. Среди его учеников были как молодые студенты, стремящиеся получить стипендию, так и многие великие учёные аль-Азхара.
Аль-Баджури умер в 1860 году.

## Сочинения
Наиболее популярные произведения в обширной литературной продукции аль-Баджури:
- Рисаля фи ат-Таухид;
- аль-Мавахиб аль-Ладуниййа — комментарий к Китаб аш-Шамаиль ат-Тирмизи;
- комментарий к Бурде аль-Бусири;
- комментарий к Тахрибу или Мухтасару Абу Шуджи (Матн Аби Шуджа)[8];
- комментарий к Акида ас-Сугра ас-Сануси;
- толкование комментария к Джавхарат ат-Таухид Ибрахима ибн Ибрахима аль-Лякани;
- толкование комментария аль-Ахдари к его собственному ас-Суллям аль-Муравнак;
- комментарий к «Кифаят аль-Авамм» его учителя аль-Фадали;
- комментарий к Мавлиду ад-Дардира;
- комментарий к Аджарумия Ибн Аджуррума.